# Act of Piracy
Pour plus de détails, voir Fiche technique et Distribution.
Act of Piracy est un thriller américano-sud-africain, sorti en 1988 et réalisé par John Cardos. Il met en vedette Gary Busey, Belinda Bauer et Ray Sharkey. Il est également connu sous le nom de Barracuda.

## Synopsis
Vétéran de la guerre du Viêt Nam, Ted Andrews persuade son ex-femme Sandy de laisser leurs enfants Mark et Tracey, l'accompagner, lui et sa petite amie Laura Warner, dans un voyage sur son yacht. Ted se dirige vers l'Australie, où il envisage de vendre le bateau. Cependant, il s'avère que Laura est membre d'une organisation terroriste dirigée par Jack Wilcox, qui souhaite que le bateau serve de base à ses opérations. 
Jack s'empare du yacht et seul, Ted peut s'échapper. En conséquence, Mark et Tracey sont retenus en otages. Avec Sandy, Ted se lance dans la traque de Wilcox afin de sauver Mark et Tracey.

## Fiche technique
- Titre français : Barracuda
- Titre original : Act of Piracy
- Réalisation : John Cardos
- Scénario : Hal Reed
- Montage : Ettie M. Feldman
- Musique : Morton Stevens
- Production : Hal Reed, Igo Kantor
- Pays d'origine : États-Unis, Afrique du Sud
- Format : Couleurs - 35 mm - 1,85:1 - Mono
- Genre : Thriller
- Durée : 101 minutes
- Date de sortie : 1988[Où ?]

## Distribution
- Gary Busey : Ted Andrews
- Belinda Bauer : Sandy Andrews
- Ray Sharkey : Jack Wilcox
- Nancy Mulford : Laura Warner
- Dennis Casey Park : Dennis
- Arnold Vosloo : Sean Stevens
- Ken Gampu : Herb Bunting
- Anthony Fridjohn : Philip O'Connor
- Mathew Stewardson : Mark Andrews
- Candice Hillebrand : Tracey Andrews
- Nadia Bilchik : Maria
- Roly Jansen : Carlos Ortiz
- Gordon Mulholland : capitaine Jenkins
- Thoko Ntshinga : Cynthia
- Melody O'Brian : Nadine Andrews
- Brian O'Shaughnessy : Skipper
- Eckard Rabe : agent Harris
- Joe Stewardson : agent Johnson
- Bruce Wentzel : Mate
- Christobel D'Orthez : Karen Daly
- Thys Du Plooy : Ahmed
- Allen Booi : George Chibanda
- Douglas Bristow : C.W. Andrews